# 이시바시 쇼지로

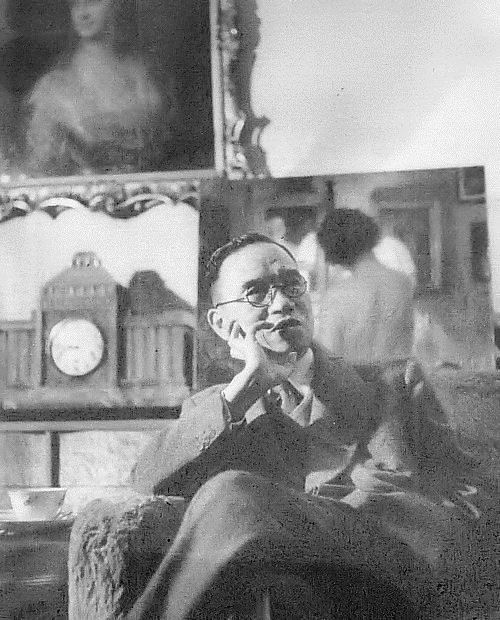
이시바시 쇼지로

이시바시 쇼지로(石橋 正二郎, 1889년 2월 1일 ~ 1976년 9월 11일)는 일본의 기업인으로, 타이어 회사 브리지스톤의 창업주다.
1931년 후쿠오카현 구루메시에서 타이어 제조업체인 브리지스톤을 창업하였다. 브리지스톤은 창업자인 이시바시(石橋)의 한자명을 본뜬 후, 한자를 거꾸로 배치하여 영어로 직역한 것이다. 일본어로 이시(石)는 "돌"을 뜻하고, 바시(橋)는 "다리"를 뜻한다.
쇼지로의 아들 간이치로는 자작 단 이노의 딸과 혼인하였다.
쇼지로의 딸 야스코는 이시바시에게 물려받은 거액의 상속 재산을 그녀 가족의 정치적 목적을 달성하기 위해 사용하였다. 그녀는 전 일본의 외무대신 하토야마 이이치로와 결혼하였다. 그 둘 사이에는 이시바시 쇼지로에게는 손자가 되는 두 명의 아들이 있었는데, 첫째 하토야마 유키오는 일본의 총리가 되었고, 둘째 하토야마 구니오는 일본의 총무대신을 지냈다.